# Giornata Nazionale di Prevenzione dello spreco alimentare
La Giornata Nazionale di Prevenzione dello spreco alimentare è promossa dalla Campagna pubblica di sensibilizzazione Spreco Zero per la direzione scientifica dell'economista e divulgatore Andrea Segrè. È stata ideata ed istituita dalla Campagna Spreco Zero con l'Università di Bologna - Dipartimento di Scienze e Tecnologie Agroalimentari dell'Università di Bologna e con il Ministero dell'Ambiente per la prima volta il 5 febbraio 2014 su iniziativa del coordinatore PINPAS, l'agroeconomista Andrea Segrè. Nel 2014 furono convocati gli "Stati generali" della filiera agroalimentare italiana. PINPAS, un'iniziativa del Ministero dell'ambiente, era il Piano nazionale di prevenzione dello spreco alimentare.
 ideato per sensibilizzare le persone sullo spreco alimentare.
Dal 2014 in poi, la Giornata nazionale di Prevenzione dello spreco alimentare, in calendario stabilmente il 5 febbraio, è l'occasione per la diffusione di nuovi dati da parte dell'Osservatorio Waste Watcher International (Lmm/Ipsos).
La settima edizione del 2020 ha ottenuto il Patrocínio del Ministero dell'Ambiente e di quello della Salute.
Le edizioni successive si sono svolte sempre con il Patrocinio del Ministero dell'Ambiente (e della Transizione Ecologica), con il Patrocinio dei Ministeri della Salute e del Lavoro e dell'ANCI, di RAI per la Sostenibilità e con la media partnership di Rai Radio2.